# Prosvjedi u Kazahstanu 2022.
Prosvjedi u Kazahstanu 2022. bili su masovni prosvjedi u Kazahstanu od 2. do 11. siječnja 2022. zbog energetske krize. 
Prosvjednici su bili naoružani letvama, lancima i ostalim priručnim "oružjem" te su upali u zgradu Gradskoga poglavarstva gdje su se mogli čuti pucnjevi. U toj zgradi je buknuo i požar. U Almatiju je masa prosvjednika u Almatiju razorila i zapalila sjedište vladajuće stranke Nur Otan (Svjetlo domovine) koju predvodi kazahstanski predsjednik Kasim-Žomart Tokajev. Po ulicama su gorjeli zapaljeni automobili, kamioni i autobusi, a prosvjednici su pozivali policiju na pridruživanje. 
U nasilnim prosvjedima diljem Kazahnstana oštećeno je više od 180 maloprodajnih trgovina i ugostiteljskih objekata. U glavnom gradu stoga je bilo uvedeno izvanredno stanje od 5. do 19. siječnja, kao i u regijama Airausk i Aktjubinsk koji se kasnije proširio na cijelu zemlju. Diljem zemlje obustavljen je internet, a zaustavljena je i sva prometna komunikacija do glavnog grada Nur-Sultana.
Do 11. siječnja, prosvjedi su se smirili i red je ponovno uveden, a vlast je ostala ista.